# Pavel Rasberger
Pavel Rasberger, slovenski igralec, pevec, režiser, skladatelj, prevajalec in publicist, * 21. januar 1882, Ljubljana, Slovenija, † 9. januar 1967, Maribor, Slovenija.

## Življenje
Oče mu je bil urar Matej, mati mu je bila Marjeta (rojena Vrščaj). Na odru ljubljanskega gledališča je pričel nastopati po letu 1900. Nekaj let je deloval kot kapelnik in ogranist v Bakru, po letih nestalnih služb je bil šele leta 1918 stalno angažiran v ljubljanski Drami. Že po letu dni je odšel v Maribor, kjer je ostal do upokojitve leta 1946. Le med drugo svetovno vojno je nekaj časa deloval kot begunec v Ljubljani. 
Po letu 1948 je občasno še nastopal v gledališču.
Spomine na dolgoletno delo v gledališču je objavil leta 1965 in jih naslovil Moji spomini.

## Delo
Bil je karakterni igralec in je nastopil v nekaterih pomembnejših igrah, nastopil pa je tudi kot pevec v operetah. V drami je režiral več mladinskih iger, v operi pa veliko operet. Tu je deloval tudi kot korepetitor in dirigent.
Poslovenil je okoli 20 operetnih libretov, nekaj tudi v sodelovanju z Danilom Gorinškom.
Napisal je tri operete v treh dejanjih, ki so bile krstno izvedene na odru mariborske Opere. To so:
- Prebrisani Amor (21. april 1935),
- Rdeči nageljni (21. marec 1937) in
- Zaroka na Jadranu (25. december 1939).

Napisal pa je tudi komično opero Povodni mož, ki pa je ostala v rokopisu.